# Phytomia argyrocephala
Phytomia argyrocephala là một loài ruồi trong họ Ruồi giả ong (Syrphidae). Loài này được Macquart mô tả khoa học đầu tiên năm 1842. Phytomia argyrocephala phân bố ở miền Đông phương